# Weichlaubhölzer
Als Weichlaubhölzer oder auch verkürzt Weichhölzer (nicht zu verwechseln mit Weichholz) werden in der Forstwirtschaft Laubholz-Baumarten bezeichnet, die sich auf Freiflächen schnell einfinden. Hierbei handelt es sich um Pionierbaumarten wie zum Beispiel Weide, Birke, Espe oder Vogelbeere. Durch ihr schnelles Wachstum können sie bei starkem Auftreten in Forstkulturen unerwünschte Konkurrenten werden. Aus diesem Grunde wurden sie in früheren Zeiten als unerwünschter Begleitwuchs betrachtet und wie Unkraut behandelt. Diese Einstellung hat sich aber in den letzten Jahren teilweise gewandelt, da sie als Vorwald, in Kurzumtriebskulturen oder auch als Füll- und Treibholz auch forstwirtschaftlich betrachtet wichtige Funktionen übernehmen können.
Während der Holzwert der Weichlaubhölzer eher gering ausfällt, ist der ökologische Wert nicht zu unterschätzen. Die meisten Weichlaubhölzer sind bevorzugte Äsung für Rot- und Rehwild, tragen zu einer verbesserten Humusbildung bei oder spielen im Waldbau wichtige Rollen bei der Vorwaldbildung oder als Füllholz.